# Gastón Breyer
Gastón Breyer (29 de abril de 1919, Ciudad Autónoma de Buenos Aires-24 de mayo de 2009, Argentina) fue un arquitecto, docente y escenógrafo argentino. Fundó el Instituto Gastón Breyer en 1980, y fue galardonado con el Premio Konex en 1982.

## Biografía
Breyer se recibió de arquitecto en la Universidad de Buenos Aires en 1945, también terminó sus estudios en la Escuela Superior de Bellas Artes Ernesto de la Cárcova en el citado año. Entre sus trabajos ha hecho trabajos de arquitectura hospitalaria, arquitectura paisajista, arquitectura escénica y fue asesor de arquitectura teatral entre 1982 y 1995. Fue un especialista en arquitectura del espectáculo y en técnica del escenario, además fue autor del proyecto arquitectónico de numerosos teatros, y como escenógrafo hizo más de 200 puestas en teatros oficiales e independientes. En 1956 organizó el Departamento de Visión de la Facultad de Arquitectura de la UBA, que renovó la enseñanza de la disciplina en una orientación neo-bauhausiana. En 1960 estuvo a cargo de la organización del Instituto de Diseño de Rosario, el primero orientado hacia una versión global de la tarea.
Paralelamente a sus labores arquitectónicas se mantuvo dentro del ambiente académico, habiendo desempeñado los cargos de: Consejero Directivo de la FADU/UBA (entonces FAU) entre 1956 y 1965 y Vicedecano de la Facultad de Arquitectura de la Universidad de Buenos Aires entre 1958-59, actuó como Miembro de la primera Comisión de la universidad para la redacción del Estatuto Universitario de 1958, comprometido con la práctica democrática, Breyer renunció a su cargo de Profesor de la UBA en 1966 luego de la “noche de los bastones largos”. En 1984 retornó con la actividad plena en esta casa de estudios. Así, tuvo oportunidad de desarrollar contribuciones sustanciales para el establecimiento de los programas pedagógicos del CBC y de las nuevas carreras de Diseño Gráfico y Diseño Industrial, Vicedecano de la Facultad de Arquitectura de la Universidad de Buenos Aires (1958-1959); Miembro Titular en Jurados de concurso de Titulares de la Universidad de Buenos Aires (1957-1980); Profesor Titular de la Universidad de La Plata, Tucumán, Mar del Plata y Morón (1974-1977); Presidente de la Asociación de Investigadores de Teatro Argentino (1994) y Director del Proyecto Interdisciplinario académico de la Facultad de Arquitectura de la Universidad de Buenos Aires (1992-1995). A partir de 1980 fue Director del Instituto Gastón Breyer.

## Obras bibliográficas
- Análisis escenográfico (1953)
- Ámbito teatral (1968)
- Morfología y Heurística (1977)
- Propuesta de sígnica del escenario (1998)
- La escena del presente (2005)

## Distinciones
- Mejor escenografía, otorgada por la revista Teatro XX (1965)
- Mejor escenografía, por la Asociación de Críticos de Teatro (1965-1968)
- Premio de escenografía del Fondo Nacional de las Artes (1970)
- Mejor escenografía, por la revista Talia (1970)
- Premio María Guerrero, por la Subsecretaría de la Cultura de la Nación (1987)
- Premio Konex de Platino por Escenografía (1982)
- Premio García Lorca de la Embajada de España (1988)
- Premio por escenografía, otorgado por la Municipalidad de la Ciudad de Buenos Aires (1988)